# Helichrysum doerfleri
Helichrysum doerfleri ist eine Pflanzenart aus der Gattung der Strohblumen (Helichrysum) in der Familie der Korbblütler (Asteraceae). Sie ist zu Ehren des österreichischen Botanikers Ignaz Dörfler (1866–1950) benannt.

## Merkmale
Helichrysum doerfleri ist ein horstiger, ausdauernder Halbstrauch, der Wuchshöhen von 5 bis 8 Zentimeter erreicht. Die Blätter sind lineal-spatelig geformt. Die Grundblätter sind meist 5 bis 10, selten bis 15 Millimeter lang. Die weiße Hülle hat einen Durchmesser von 15 Millimeter. Während die äußeren Hüllblätter eiförmig sind, sind die inneren lanzettlich. Sie werden höher als die Blüten. Die kurz gestielten Blütenköpfchen sind meist zu zweit bis viert, selten auch einzeln angeordnet.
Die Blütezeit reicht von Mai bis Juni.

## Vorkommen
Helichrysum doerfleri ist im Regionalbezirk Lasithi in Ostkreta endemisch. Die Art wächst im Afendis Kavousi in Phrygana in Höhenlagen von 750 bis 1450 Meter.

## Belege
1. 1 2 3 4  Ralf Jahn, Peter Schönfelder: Exkursionsflora für Kreta. Mit Beiträgen von Alfred Mayer und Martin Scheuerer. Eugen Ulmer, Stuttgart (Hohenheim) 1995, ISBN 3-8001-3478-0, S. 308.